# Зайцев Юрій Дмитрович

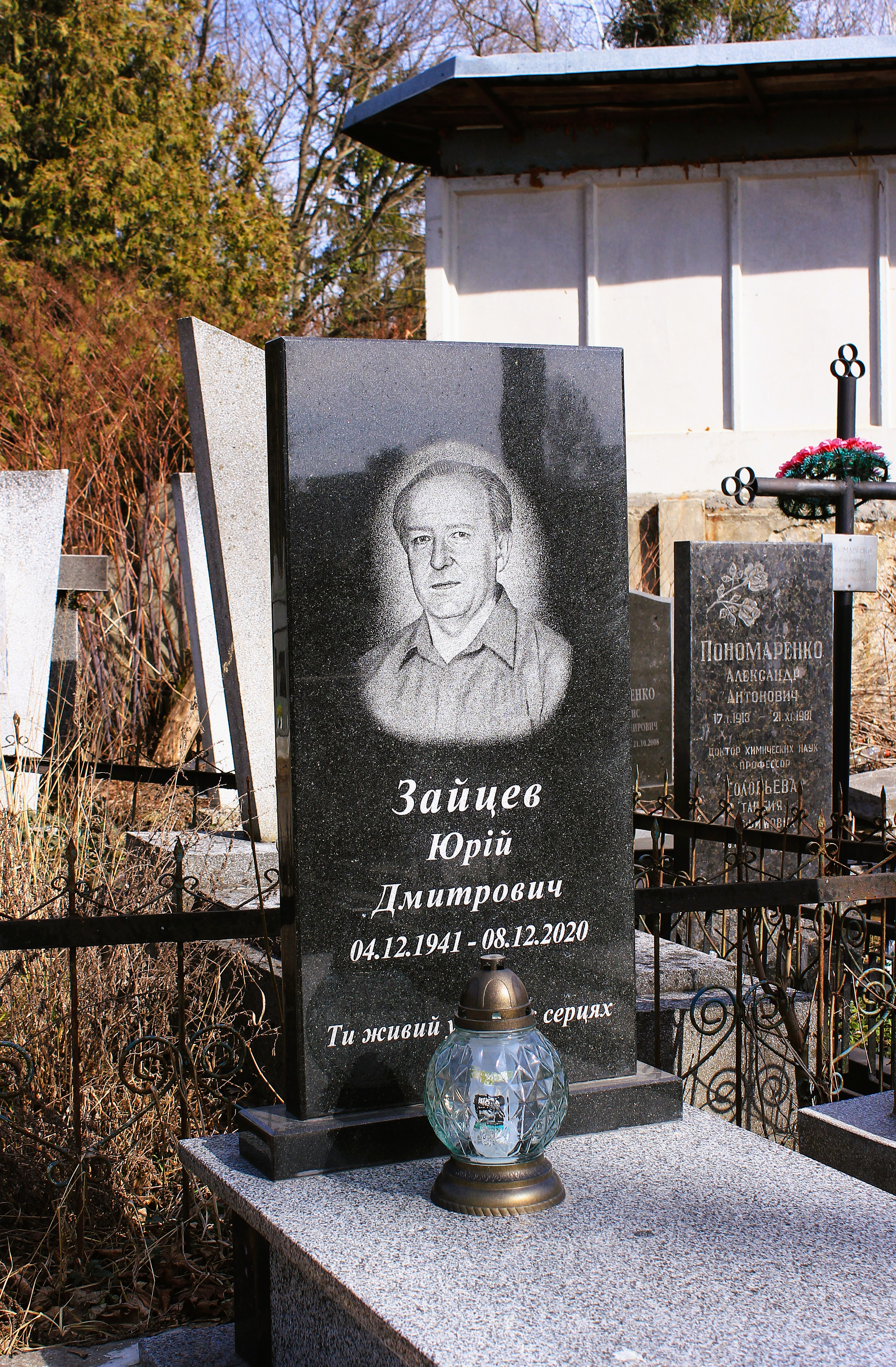
Надгробок на могилі історика Юрія Зайцева.

Юрій Дмитрович Зайцев (4 грудня 1941, Вельськ, Архангельська область, РРСФР, СРСР — 8 грудня 2020, Львів) — український історик, кандидат історичних наук (1989), старший науковий співробітник відділу новітньої історії Інституту українознавства ім. І.Крип'якевича НАН України.

## Життєпис
Юрій Зайцев народився 4 грудня 1941 року в м. Вельську Архангельської області, РРСФР, за місцем ув'язнення матері, звинуваченої в недонесенні на чоловіка. Після війни з матір'ю повернулися в Україну.
Закінчив Великокомарівську СШ Великомихайлівського району Одеської області у 1957 році та історичний факультет Львівського державного університету ім. І. Франка у 1962 році.
Вчителював, працював у громадських організаціях, очолював Львівський облспорткомітет.
З 1981 року Юрій Зайцев у Інституті суспільних наук АН УРСР (нині — Інститут українознавства імені І. Крип'якевича НАН України) молодший (1982), науковий (1986) та старший науковий співробітник (1992). Захистив кандидатську дисертацію («Трудова діяльність робітничого класу Української РСР (1970–1980-і роки)»).
Від 1990 року досліджував історію України другої половини XX століття, зокрема: дисидентство, опозиційний, анти режимний рух 1953—1991 років.
Похований на 3 полі Янівського цвинтаря.

## Доробок
Юрій Зайцев автор та співавтор чотирьох книг та двох брошур, упорядник трьох збірників документів, співавтор трьох книг інтерв'ю, автор 62 наукових, 44 енциклопедичних та 124 науково-популярних статей.

### Основні наукові роботи
Монографії, підручники, брошури
- Історія Львова / Інституту суспільних наук АН УРСР.– Київ, 1984. — 414 с. (співавтор).
- Ефект ощадливості. — Київ, 1985. — 48 с.
- Соціальна активність робітничого класу Української РСР (70-80-і роки)/Ю. Д. Зайцев, О. І. Луцький, В. П. Іськів та ін.; Відп. ред. Ю. Ю. Сливка.; АН УРСР. Ін-т сусп. наук. — Київ, 1988. — 248 с.
- Історія України [Підручник для студентів вищих навчальних закладів]/Керівник авт.кол. Ю. Зайцев. — Львів, 1996, 1998. — 488 с., 2002, 2003. — 520 с. (співавтор).
- Історія Львова: у 3-х т. / НАН України, Інститут українознавства імені І. Крип'якевича, Редколегія Я. Ісаєвич, М. Литвин, Ф. Стеблій. — Т. 3: Листопад 1918 — поч. XXI ст. — Львів: Центр Європи, 2007. — 575 с. — ISBN: 978-966-7022-72-3.

Документальні публікації, енциклопедії
- Ігор Калинець: поет і громадянин. — Львів, 1999.
- Український Національний Фронт: Дослідження, документи, матеріали / Інститут українознавства імені І. Крип'якевича НАН України, Український інститут освітньої політики (Мюнхен). Упоряд. М. В. Дубас, Ю. Д. Зайцев. — Львів, 2000. — 680 с.
- Насправді було так: Інтерв'ю Юрія Зайцева з Іваном Дзюбою / Вступна стаття Ю. Д. Зайцева / Інститут українознавства імені І. Крип'якевича НАН України. — Львів, 2001. — 76 с. Серія: Усна історія України XX ст., № 1.
- Одержимість: Інтерв'ю Юрія Зайцева з Ігорем Калинцем / Вступна стаття Ю. Д. Зайцева / Інститут українознавства імені І. Крип'якевича НАН України. — Львів, 2002. — 178 с. Серія: Усна історія України XX ст., № 2.
- Українська поезія під судом КҐБ: Кримінальні справи Ірини та Ігоря Калинців /Упоряд. Ю. Д. Зайцев / Інститут українознавства імені І. Крип'якевича НАН України. — Львів, 2003. — 572 с.
- Українська поезія під судом КҐБ. 2-е вид. — Львів, 2004.
- Українська загальнонародна організація (УНФ–2). Дослідження, документи, матеріали. У 2 т. Т.1 / Інститут українознавства імені І. Крип'якевича НАН України. Упорядник і відповідальний редактор Ю. Д. Зайцев. — Львів: Афіша, 2005. — 704 с.: Іл. Серія: Україна XX століття. Енциклопедія боротьби і репресій.
- «Я винен тим, що українець»: Інтерв'ю Юрія Зайцева з Олексою Різниківим. Документи / Вступна стаття, упоряд. і ред. Ю. Д. Зайцева. — Львів: Інститут українознавства імені І. Крип'якевича НАН України, 2007. — 232 с.: Іл. Серія: Усна історія України ХХ ст., № 3.
- Статті в «Довіднику з історії України» за ред. І. Підкови та Р. Шуста, «Енциклопедії історії України», «Енциклопедії сучасної України» та «Енциклопедії Львова».

Редагування
- Холодний М. К. Голгофа Михайла Осадчого: Штрихи до портрета. — Київ, 1996. — 116 с.
- Гордасевич Г. Л., Гордасевич Б. О. Нескорена Берегиня. — Львів, 2002. — 280 с.
- Малицький Я. І. Стежками долі / Вступна стаття Ю. Д. Зайцева. — Львів, 2002. — 148 с.
- Дяк О. М. Михайло Дяк на світлинах, у спогадах, документах. — Львів, 2004. — 128 с.
- Донька Одеси: Ніна Строката в документах і спогадах / Упоряд. О. С. Різників, наук. ред., канд. іст. наук Ю. Д. Зайцев. — Одеса, 2005. — 516 с.

Статті
- Дисиденти: опозиційний рух 60–80-х рр. // Сторінки історії України: ХХ століття: Посібн. для вчителя / За ред. С. В. Кульчицького; Упоряд.: В. П. Шевчук, А. А. Чуб, Н. А. Дехтярьова. — К.: Освіта, 1992. — С. 195—235.
- Український опозиційний рух 60-х років // Krakówskie Zeszyty Ukrainoznawcze. T. I—II. 1992—1993 / Pod redakcją Ryszarda Łużnego i Włodzimierza Mokrego. — Kraków, 1993. — S. 225—236.
- «Нехай ім'я твоє святиться» [Про Олену Антонів] // Наше життя (Нью-Йорк, США). — 1994. — № 2. — С. 7—9.
- Дисиденти України і Литви у боротьбі проти колоніального режиму в СРСР (60–80-ті рр.) // Литва–Україна: історія, політологія, культурологія. Матеріали міжнар. наук. конф., Вільнюс, 28–30 вересня 1993 р. — Вільнюс, 1995. — С. 248—257.
- Антирежимний рух (1956—1991) // Львів: Історичні нариси / Інститут українознавства імені І. Крип'якевича НАН України. — Львів, 1996. — С. 543—610.
- Ідея державної незалежності в українському русі опору 60-х років // Україна: культурна спадщина, національна свідомість, державність / НАН України. Інститут українознавства імені І. Крип'якевича. — Вип. 3—4. — Львів, 1997. — С. 242—254.
- Польська опозиція 1970–80-х років про засади українсько-польського порозуміння // Депортації українців та поляків: кінець 1939 — початок 50-х років (до 50-річчя операції «Вісла») / НАН України. Інститут українознавства імені І. Крип'якевича. Упоряд. Ю. Ю. Сливка. — Львів, 1998. — С. 52—64.
- Радянська репресивна система в боротьбі проти опозиційного руху в Північному Причорномор'ї // Вісник університету внутрішніх справ. Вип. 7: Державно-правові проблеми Північного Причорномор'я: Історія та сучасність. У 3 чч. Ч. 2. — Харків, 1999. — С. 59—73.
- Стратегія і тактика Українського Національного Фронту // Український Національний Фронт. — Львів, 2000. — С. 14—47.
- Найчесніший лицар нашої культури // Насправді було так. — С. 3—36.
- Польська антикомуністична опозиція і рух опору в Україні: від порозуміння до координації дій // Історіографічні дослідження в Україні. — Київ: Інститут історії України НАН України, 2003. — Вип. 13. У 2-х ч.: Україна–Польща: історія і сучасність // Зб. наук. праць і спогадів пам'яті П. М. Калениченка (1923—1983). — Ч. 2. — С. 17—33.
- Тридцятилітнє протистояння тоталітаризмові: Українська загальнонародна організація (1961—1991) // Українська загальнонародна організація (УНФ-2). — С. 3—32.
- Генерал Петро Григоренко: від комуніста до антирадянця // Воля і Батьківщина. — 2007. — Ч. 3—4 (27-28/43-44). — С. 61—79.
- Ґенеза правозахисного руху в Україні // Південь України: етноісторичний, мовний, культурний та релігійний виміри. Матеріали Міжнародної науково-практичної конференції. Одеський національний морський університет, 26 жовтня 2007 р. — Одеса, 2007. — С. 240—248.